# Dmitrij Tarasov
Dmitrij Alekseevič Tarasov (in russo Дми́трий Алексе́евич Тара́сов?; Mosca, 18 marzo 1987) è un ex calciatore russo, di ruolo centrocampista.

## Caratteristiche tecniche
È un centrocampista che agisce prevalentemente davanti alla difesa.

## Carriera

### Club
Tarasov ha iniziato la sua carriera nelle file dello Spartak Mosca, successivamente nel 2006 si trasferisce al Tom' Tomsk. Il 2 febbraio 2009 l'FK Mosca lo acquista a parametro zero. Nello stesso anno si trasferisce al Lokomotiv Mosca, l'altra squadra della capitale russa. Dato l'ottimo rendimento in campo, viene nominato vice-capitano durante la stagione 2012-13. Il 20 aprile 2013 Tarasov ha preso la fascia di capitano per la prima volta in trasferta contro l'FC Kuban Krasnodar (0-0).
Il 16 febbraio 2016 si rende protagonista nella sconfitta (2-0) contro il Fenerbahçe, mostrando alla fine della partita sotto la maglia un ritratto di Vladimir Putin che indossa un cappello della marina russa con la scritta "Il presidente più corretto". I messaggi di carattere politico sono vietati durante le competizioni dalla UEFA. Inoltre i rapporti tra i due Paesi erano tesi dal novembre 2015, quando l'aviazione militare turca aveva abbattuto un aereo da guerra russo a causa dell'invasione russa al confine con la Siria.

### Nazionale
Tarasov ha fatto parte dell'Under-21. Nel mese di ottobre 2009 è stato chiamato per la nazionale maggiore per le qualificazioni ai Mondiali 2010 contro l'Azerbaigian. Fabio Capello lo convoca in nazionale per le qualificazioni ai Mondiali 2014 contro Portogallo e Azerbaigian nel mese di ottobre 2012. Ha fatto il suo debutto per la squadra nazionale il 15 novembre 2013, in una partita amichevole contro la Serbia. Ha segnato il suo primo gol in nazionale il 19 novembre 2013, in un'amichevole contro la Corea del Sud.

## Palmarès

### Club

#### Competizioni nazionali
- Coppa di Russia: 3

Lokomotiv Mosca: 2014-2015, 2016-2017, 2018-2019
- Campionato russo: 1

Lokomotiv Mosca: 2017-2018